# Rujevo
Rujevo is een plaats in de gemeente Ozalj in de Kroatische provincie Karlovac. De plaats telt 13 inwoners (2001).